# Trung Môn
Trung Môn là một xã thuộc huyện Yên Sơn, tỉnh Tuyên Quang, Việt Nam.
Xã có diện tích 11,84 km², dân số năm 1999 là 8.229 người, mật độ dân số đạt 695 người/km².